# Landesgartenschau Ingolstadt 1992
Die Landesgartenschau Ingolstadt 1992 war die 6. Landesgartenschau im Freistaat Bayern. Ingolstadt, eine kreisfreie Großstadt in Oberbayern an der Donau liegend, richtete die Gartenschau im Jahr 1992 aus. Die Gartenschau wurde nach Plänen vom Ingolstädter Architekten Florian Brand und Landschaftsarchitekten Peter Leitzmann zwischen 1989 und 1992 realisiert. Sie fand vom 24. April 1992 bis zum 4. Oktober 1992 auf dem nach Leo von Klenze benannten 20 ha großen Klenzepark in Ingolstadt statt. Mit über 2,2 Millionen Besucher gilt die Landesgartenschau in Ingolstadt 1992 zur bisher zweit besucherreichsten Bayerischen Landesgartenschau hinter der Landesgartenschau Würzburg 1990.

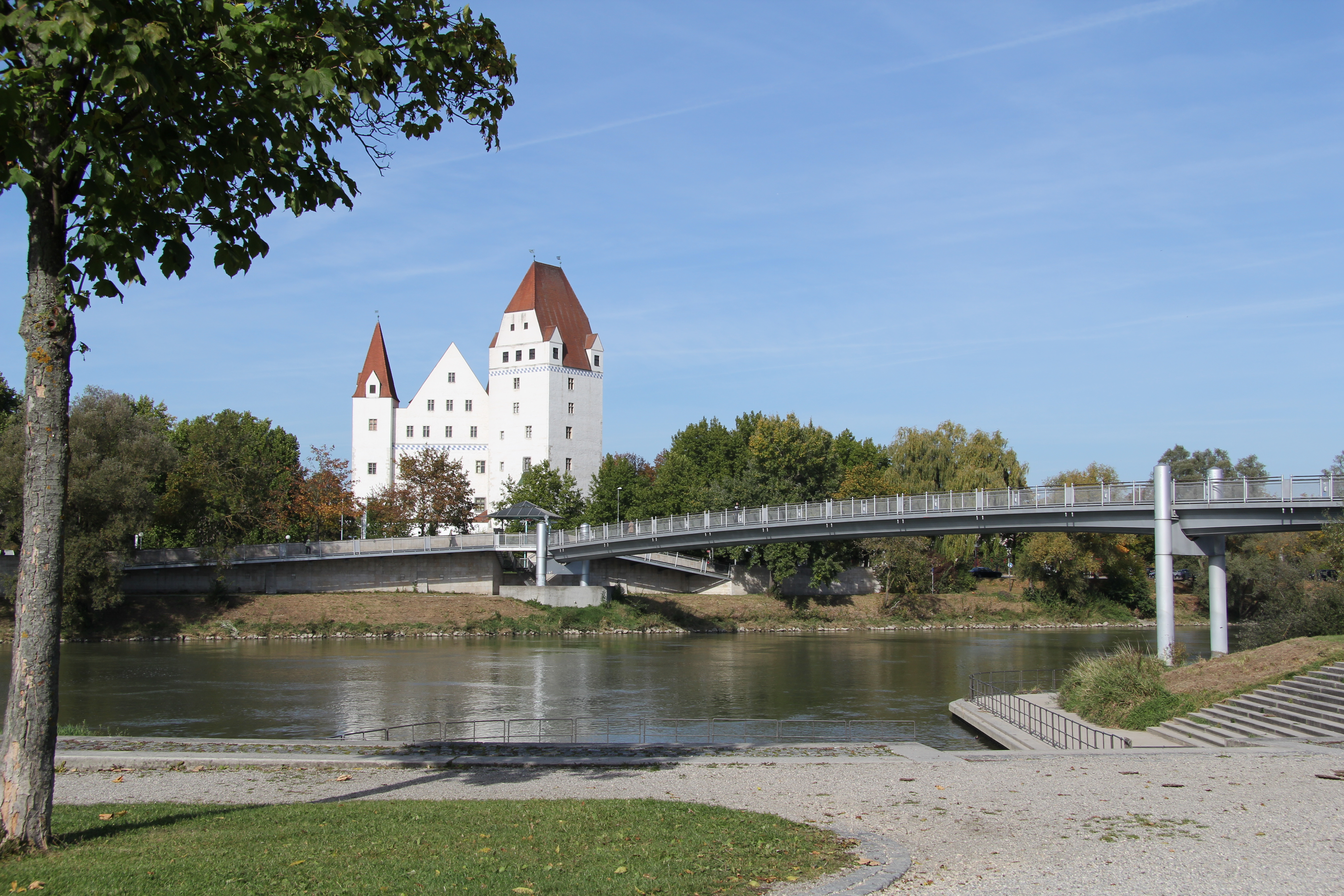
Donausteg in Ingolstadt

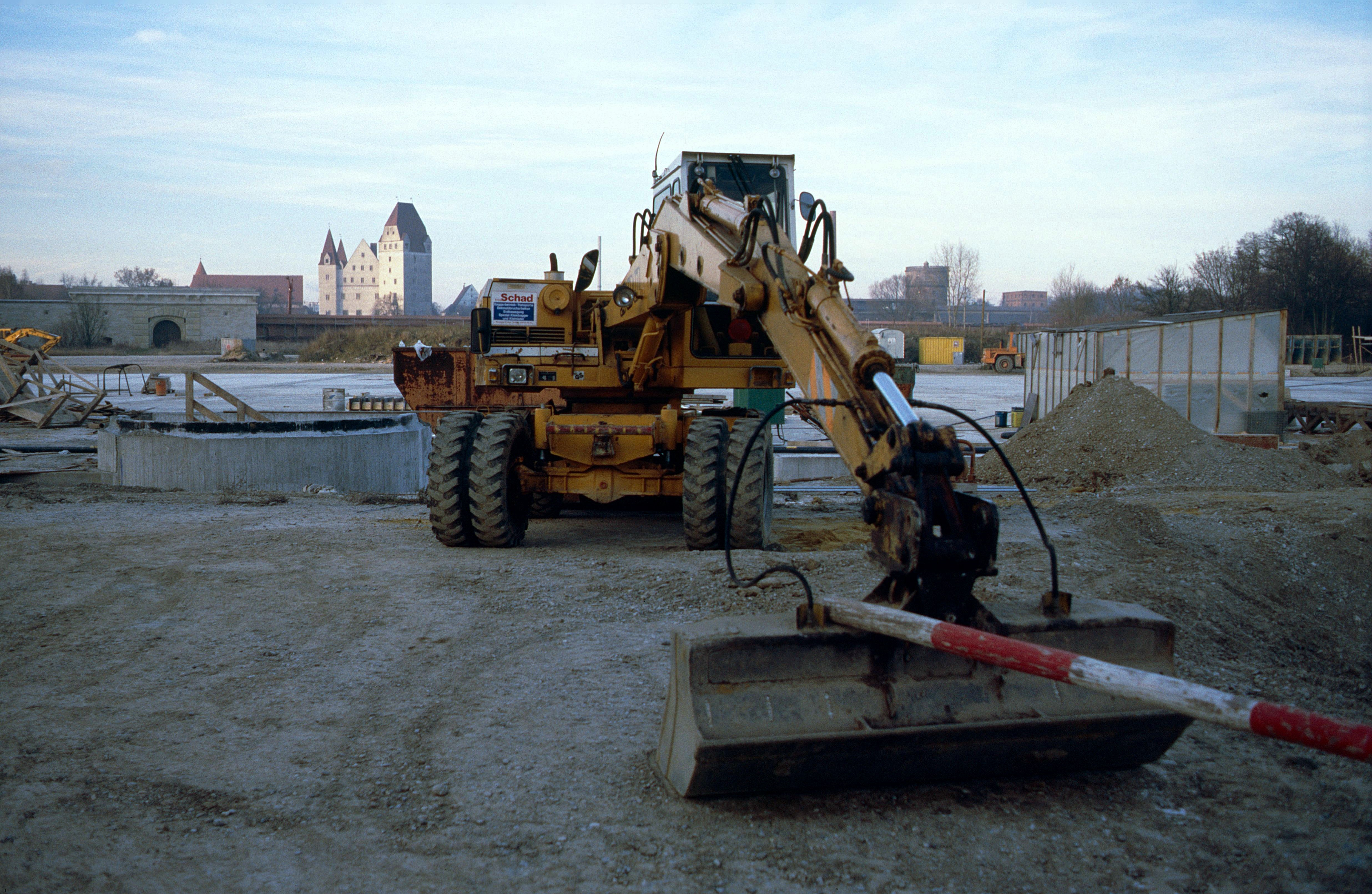
Baustelle am Klenzepark 1990

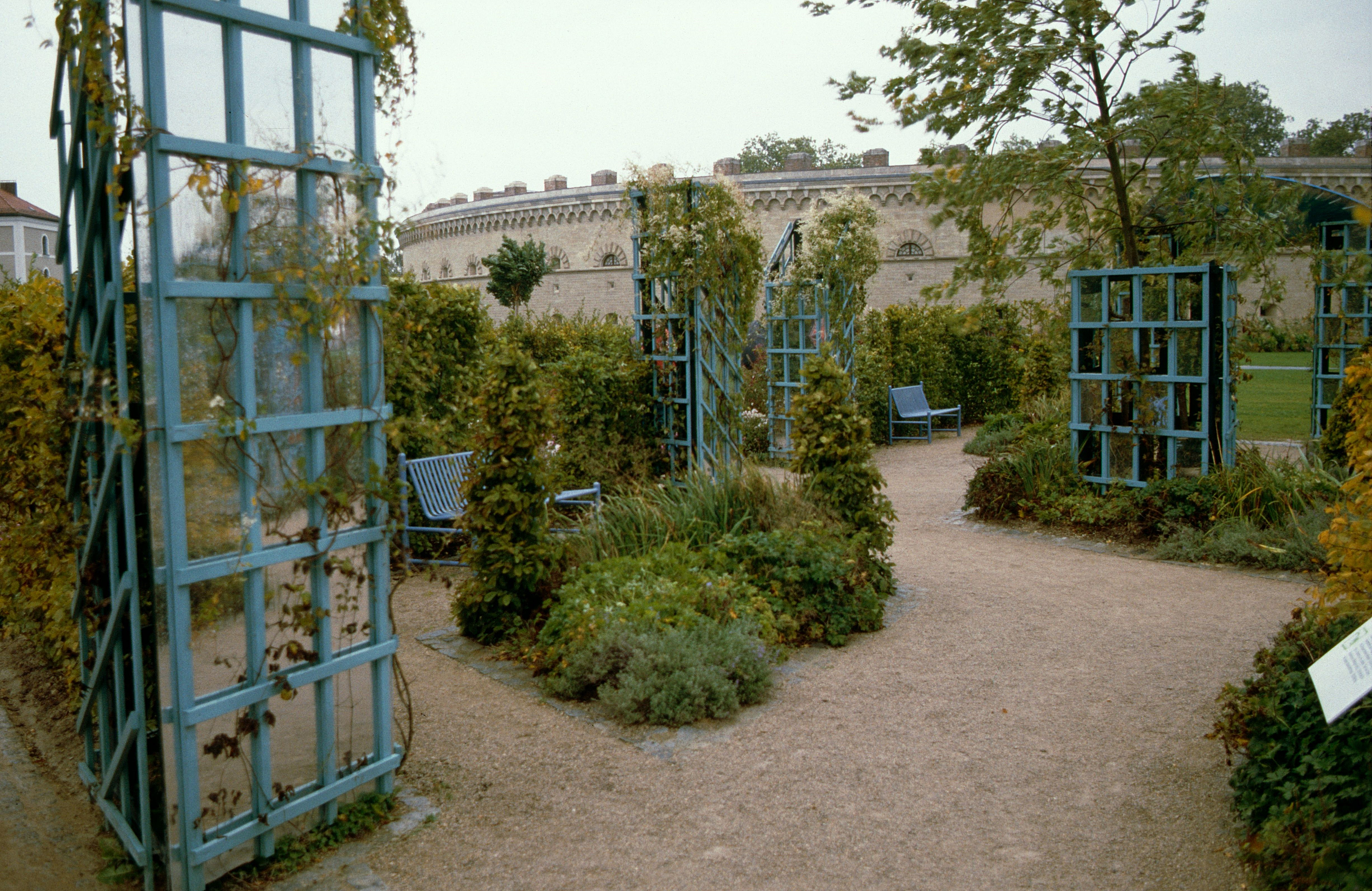
Landesgartenschau und Turm Triva 1992

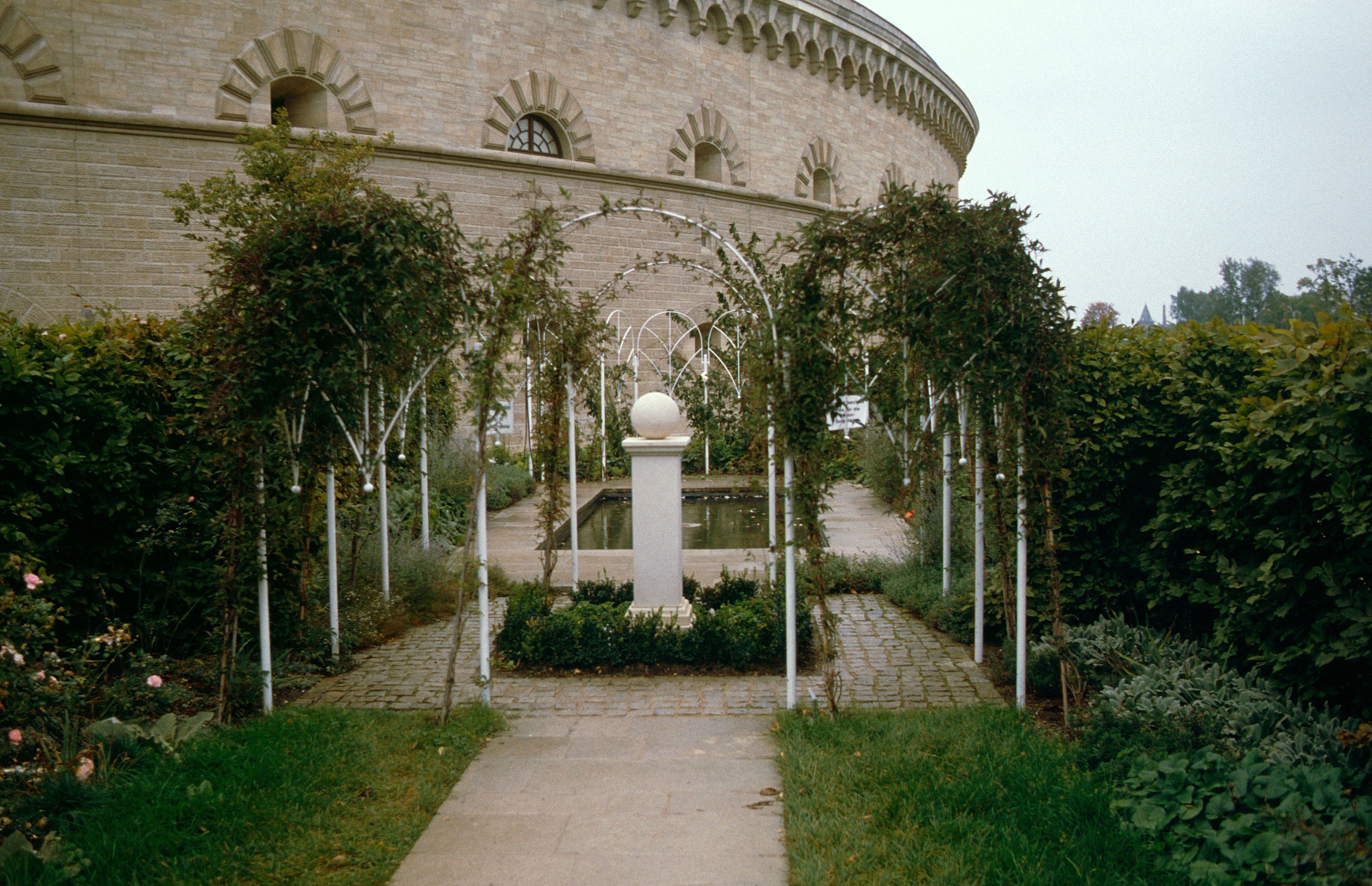
Klenzepark und Turm Triva 1992

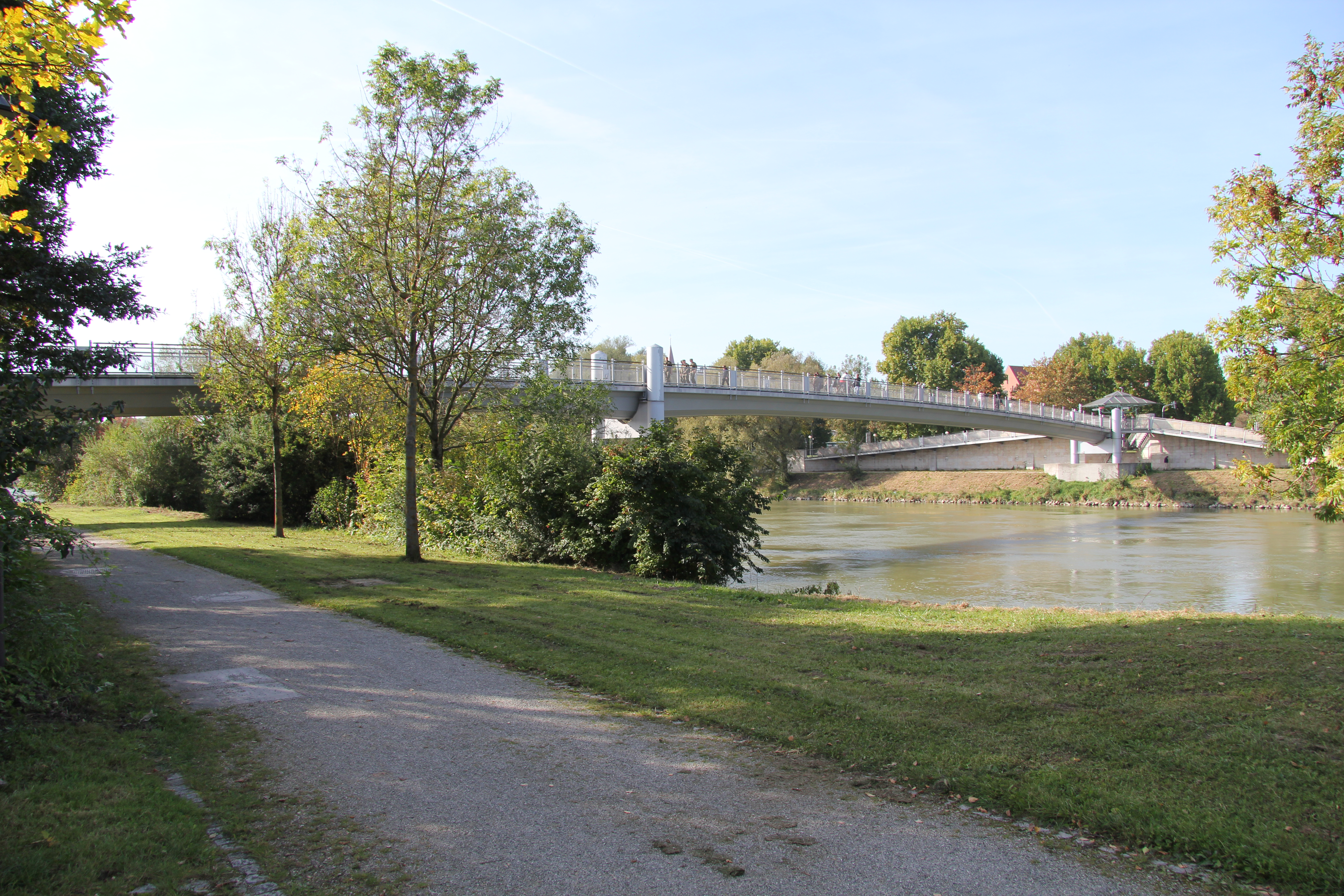
Der Donausteg 2011

## Geschichte
Vor 1990 lag das Areal des heutigen Klenzeparks brach und wurde als Industrie- und Lagerfläche genutzt. Der Freiraum und die erhaltenen historischen Festungsbauten am Südufer der Donau konnten für die Landesgartenschau 1992 freigestellt und zurückgewonnen werden.
Der Klenzepark, auf dem Gelände der Landesgartenschau 1992, dient Bewohnern und Besuchern der Stadt als gepflegter Bürgerpark an der Donau. Der Park ist ein elementarer Baustein für die Stadt Ingolstadt, der als Teil der Landesfestung im 19. Jahrhundert entstand und heute als Festungsring Glacis bezeichnet wird.
Der ehemalige Festungsbereich wurde unter dem Motto „IngolStadt-Land-Fluß“ zur Donau hin geöffnet. Ein neuer Fußgängersteg ermöglicht eine direkte Verbindung vom Süden in die Altstadt von Ingolstadt. Es galt als wesentlicher Punkt, die Donau ins Bewusstsein der Ingolstädter zu rücken. Die Gesamtkosten für die Gartenschau werden mit rund 43 Millionen D-Mark bezeichnet.
Der Park wird heute als einer der beliebtesten Grünflächen Ingolstadts häufig von den Bewohnern Ingolstadts als Freizeit und Aufenthaltsregion verwendet. Über 100.000 Nutzer finden sich im Sommer monatlich im etwa 20 Hektar großen Klenzepark ein.

## Begleitende Attraktionen
Die Landesgartenschau bewarb Ausflugsziele der unmittelbaren Umgebung:
- Neues Schloss
- Donau
- Herzogskasten
- Stadttheater
- Klenzepark
- Landesfestung
- Luitpoldpark
- Brückenkopf
- Turm Triva
- Reduit Tilly
- Bayerisches Armeemuseum
- Turm Baur

## Projektbeteiligte
- Architekt: Florian Brand, Ingolstadt[6][7]
- Landschaftsarchitekt: Peter Leitzmann, München
- Lichtgestaltung: Walter Bamberger, Pfünz[8]